# 鲁宾·扎德科维奇
鲁宾·扎德科维奇（英語：Ruben Zadkovich，1986年5月23日—），澳大利亚足球运动员，司职中场。